# Пузырьков, Виктор Григорьевич
Ви́ктор Григо́рьевич Пузырько́в (4 октября 1918, Екатеринослав — 30 октября 1999, Киев) — советский, украинский художник-живописец, педагог. Народный художник СССР (1979). Лауреат Государственных премий СССР (1948, 1950), Государственной премии Украинской ССР имени Т. Г. Шевченко (1976).

## Биография
Родился 4 октября 1918 года в городе Екатеринослав (ныне Днепр, Украина).
Основы художественного образования получил в детском внешкольном комбинате, который опекал живописец и педагог, директор Днепропетровского художественного училища М. Н. Панин. В 1936 году окончил среднюю общеобразовательную школу и в том же году поступил в Днепропетровское художественное училище.
С 1938 года — студент Киевского художественного института (ныне Национальная академия изобразительного искусства и архитектуры). Учился у Ф. Г. Кричевского, С. Н. Ержиковского, А. И. Фомина, В. Н. Костецкого, К. Н. Елевы.
С первых лет обучения усваивал строгость и точность академического рисунка, закономерности тональных отношений, умение оперировать большими цветовыми массами, то есть постигал основы изобразительной культуры. Профессиональные знания и большой жизненный опыт, умение творчески осмыслить события позволили художнику достичь высокого уровня мастерства.
Учёбу прервала Великая Отечественная война. Едва окончив третий курс, 26 июня 1941 года ушёл добровольцем на фронт — рядовым кавалерийской дивизии. В одном из первых боев был тяжело ранен, потом долгое время лечился в госпиталях, на фронт уже не вернулся. В течение двух последующих лет продолжил обучение в Самарканде в эвакуированном Киевском художественном институте, объединённом с Московским, в мастерской художника С. В. Герасимова.
После освобождения Украины, с 1944 по 1946 год продолжил обучение в Киевском художественном институте в мастерской А. А. Шовкуненко. Вчерашний фронтовик выбрал темой дипломной работы одно из событий Великой Отечественной войны.
В 1947 году на Всесоюзной выставке в Москве представил полотно «Черноморцы», которым заявил о себе как зрелый мастер украинской реалистической школы. В том же году был отмечен Государственной премией СССР.
В 1950 году был командирован на Черноморский военный флот в Севастополь. В течение следующих четырёх лет работал над картинами морской тематики «Прибой», «У крымских берегов», «Тишина», «В горах Крыма», «Прибрежные скалы».
С 1948 года — преподаватель и руководитель кафедры живописи в Киевском художественном институте. В 1950—1956 годах в должности доцента преподавал рисунок, живопись и композицию на III—V курсах в учебных мастерских А. Шовкуненко и К. Трохименко. С 1957 года — профессор кафедры «Живопись и композиция». С 1956 года руководил учебно-творческой мастерской станковой живописи.
Более чем за 50 лет педагогической деятельности воспитал целую плеяду художников. Обучал своих учеников на тщательно разработанных и апробированных временем и собственным опытом педагогических принципах, на лучших традициях отечественной школы живописи.
Среди учеников: Анатолий Криволап, Владимир Емец, Александр Лопухов, Вера Баринова-Кулеба, Лев Витковский, Леонид Жабинский, Мохаммад Акбар Хурасани, Иван Ковтонюк, Александр Басанец, Баликов Юрий, Бароянц Михаил, Балдуха Иван, Белецкий Платон, Боня Григорий, Вайсбург Ефим, Василенко Владимир, Васецкий Григорий, Дубиш Иван, Гутов Дмитрий, Егоров Дмитрий, Зубченко Галина, Киселев Александр, Кондратюк Василий, Качмарский Януш-Мацей, Макатуха Василий, Малишевский Юрий, Мирный Евгений, Муза Евгений, Пламеницкий Анатолий, Полтавский Виталий, Пушной Михаил, Рыбачук Ада, Рыжих Виктор, Романов Иван, Сагоян Вера, Семыкина Людмила, Сидоров Алексей, Сударенков Кирилл, Терн овых Владимир, Хан Николай, Харитоненко Евгений, Чеканюк Вилен, Чепик Михаил, Черкашин Михаил, Шевченко Василий, Шостак Давид.
С 1946 года — член Союза художников Украины. Член Союза художников СССР.
Умер 30 октября 1999 года в собственной квартире в Киеве. Похоронен на Байковом кладбище (участок № 49а).

## Творчество
С первых лет творчества получил признание как мастер высокой живописной культуры, основанной на лучших реалистических традициях отечественной школы живописи. Диапазон творчества живописца широк и разнообразен — от масштабных по композиционной сложности и психологизму содержания сюжетно-тематических картин до интимно-камерных пейзажей, натюрмортов, портретов.
Ведущей темой в творчестве живописца стал героизм народного подвига в Великой Отечественной войне. Разработку этой тематики он начал в 1946 году дипломной картиной «Непокорённые» и через некоторое время возвратился к теме подвига черноморских моряков в картине «Черноморцы» (1947). Это полотно отличается высокой профессиональной культурой, героическим драматизмом содержания, новаторским подходом к освещению темы.
Зарекомендовав себя маринистом, который глубоко прочувствовал и передал стихию моря в картине «Черноморцы», художник не случайно и в дальнейшем обращается к маринам, в которых передает суровую поэзию моря, его мощное эпическое дыхание. Но тема Великой Отечественной войны осталась основной в его творчестве.
К пейзажной живописи мастер обращался на протяжении всей своей жизни — именно в этом жанре проявился его талант пленэриста, мастера лирического пейзажа. По-настоящему поражают разнообразием колористических решений пейзажные произведения художника. Особенно это касается морских пейзажей, наполненных то суровым беспокойством, то поэтической мягкостью, то загадочной изменчивостью моря, в изображении которого ему не было равных среди современников.
Художник также известен своими достижениями в жанре портрета и натюрморта. Ему принадлежит целая галерея художественных произведений, которые ещё при жизни мастера стали классикой.

### Основные произведения
- тематические картины — «Непокоренные» (дипломная работа, 1946), «Черноморцы» (1947), «Разгром» (1960), «Отважные» (1961), «Выстояли» (1963), «В родном краю. Т. Г. Шевченко» (1964), «Бессмертие» (1967), «Солдаты» (1972), «В землянке» (1975), «Путина» (1976), «Глухая ночь. Волки», «Они сражались за Родину» (обе — 1977), «У родного порога» (1980), «Впереди мир» (1984), «Партизаны Украины» (1994);
- многочисленные морские пейзажи — «Прибой» (1952), «У крымских берегов», «Тишина» (1953), «Скалы в море», «Регата» (1981), «Дикий берег» (1982), «Яхты в море» (1985), «У северных берегов» (1987), «Солнечный прибой» (1988), «Закат» (1983), «Восход луны», «Утро на берегу моря» (оба 1995), «Гроза приближается» (1998), «Солнце зашло» (1999);
- серии итальянских этюдов (1970, 1981);
- многочисленные пейзажи Украины, России (1943—1986);
- портреты, натюрморты (1948—1999).

### Персональные выставки
- 1989 — персональная выставка живописи. Киев
- 1999 — персональная выставка живописи. Киев
- 2000 — персональная выставка живописи. К годовщине со дня смерти. Киев, НХМУ
- 2003 — выставка «Виктор Пузырьков и его ученики». Киевская городская галерея «Лавра»
- 2004 — выставка произведений. Киев, НАОМА
- 2013 — выставка этюдов. К 95-летию со дня рождения. Киев, НАОМА
- 2018 — выставка произведений. К 100-летию со дня рождения. Киев, НАОМА.

### Музеи
Его работы находятся в ведущих художественных музеях Украины, Канады, России, США, а также в частных коллекциях. В частности, в таких музеях, как:
- Алупкинский государственный дворцово-парковый музей-заповедник
- Национальная галерея искусства в Вашингтоне
- Государственный музей изобразительных искусств имени А. С. Пушкина (РФ)
- Государственный музей украинского изобразительного искусства
- Днепропетровский художественный музей
- Донецкий областной художественный музей
- Государственная Третьяковская галерея
- Дирекция художественных выставок Украины
- Национальный историко-этнографический заповедник «Переяслав»
- Измаильская картинная галерея
- Красноградский краеведческий музей имени П. Мартыновича
- Калининградский музей современного искусства
- Краеведческий музей имени Т. Шевченко (Орск)
- Криворожский историко-краеведческий музей
- Луганский областной художественный музей
- Николаевский областной художественный музей имени В. В. Верещагина
- Музей современного изобразительного искусства Украины
- Музей истории Украины во Второй мировой войне
- Музей истории Корсунь-Шевченковской битвы
- Острожский краеведческий музей
- Национальный музей во Львове имени Андрея Шептицкого
- Музей современного искусства. м. Виннипег (Канада)
- Национальный музей истории Украины
- Национальный художественный музей Украины
- Сумской областной художественный музей имени Н. Х. Онацкого
- Стахановский историко-художественный музей
- Севастопольский художественный музей имени М. П. Крошицкого
- Феодосийская картинная галерея имени И. К. Айвазовского (Крым)
- Херсонский художественный музей имени А. Шовкуненко
- Хмельницкий областной художественный музей
- Художественный фонд Национального союза художников Украины
- Харьковский художественный музей

## Награды
- Заслуженный деятель искусств Украинской ССР
- Народный художник Украинской ССР (1963)
- Народный художник СССР (1979)
- Сталинская премия третьей премии (1948) — за картину «Черноморцы» (1947)
- Сталинская премия третьей премии (1950) — за картину «И. Сталин на крейсере „Молотов“»
- Государственная премия Украинской ССР имени Т. Г. Шевченко (1976) — за картины «Солдаты» и «В землянке»
- Орден Трудового Красного Знамени (1960)
- Орден Славы 3-й степени (1968)
- Орден Отечественной войны 1-й степени (1985)
- Орден «За мужество» 3-й степени (1999)
- Медаль «За победу над Германией в Великой Отечественной войне 1941—1945 гг.» (1967)
- Медаль «В память 1500-летия Киева»
- 14 юбилейных медалей
- Почётный диплом Министерства культуры и СХ УССР (1957) — за картину «После шторма»
- Серебряная медаль Академии художеств СССР (1979)